# گیگ هاربر (واشینگتن)
گیگ هاربر (به انگلیسی: Gig Harbor) شهری در شهرستان پیرسی ایالت واشنگتن است که در سرشماری سال ۲۰۱۰ میلادی، ۷۱۲۶ نفر جمعیت داشته است.